# Endochilus abdominalis
Endochilus abdominalis – gatunek chrząszcza z rodziny biedronkowatych i podrodziny Coccinellinae.
Gatunek ten został opisany w 2014 roku przez Piotra Łączyńskiego i Wiolettę Tomaszewską, którzy jako miejsce typowe wskazali Moliwe.
Chrząszcz o ciele długości od 4,3 do 4,5 mm. Głowa ciemnoczerwona z brązowawymi czułkami i wargą górną. Przedplecze ciemnoczerwone, bardzo szeroko obrzeżone. Obrzeżenia pokryw szerokie. Pokrywy głównie jaskrawociemnoczerwone. Linie zabiodrza na pierwszym widocznym sternicie odwłoka na środku rozdzielone o 0,3 szerokości wyrostka międzybiodrowego.
Gatunek afrotropikalny, znany Gwinei Równikowej i Kamerunu.